# ティーシャ・トーレス
ティーシャ・ペニントン（Tecia Torres、1989年8月16日 - ）は、アメリカ合衆国の女性総合格闘家。プエルトリコ系アメリカ人。マサチューセッツ州フォールリバー出身。アメリカン・トップチーム所属。旧名はティーシャ・トーレス。

## 来歴
5歳でテコンドーをはじめて、17歳で黒帯を取得。アマチュアムエタイの経験があり、戦績は16勝4敗。
2011年9月23日にアマチュアデビュー戦。
アマチュアで7勝無敗の戦績を残してプロへ転向。
2012年10月6日、Invicta FC3でプロデビュー戦。カイヤナ・レインと対戦し、判定勝利。
2013年1月5日、Invicta FC 4でペイジ・ヴァンザントと対戦し、判定勝利。
2013年7月13日、Invicta FC6でローズ・ナマユナスと対戦し、判定勝利。
2013年12月7日、Invicta FC7でフェリス・ヘリッグと対戦し、判定勝利。

### UFC
2014年12月12日、UFCデビュー戦となったThe Ultimate Fighter 20 Finaleでアンジェラ・マガーニャと対戦し、判定勝利。
2015年6月13日、UFC 188で女子ストロー級ランキング15位のアンジェラ・ヒルと対戦し、判定勝利。
2016年4月16日、UFC on FOX 19で女子ストロー級ランキング3位のローズ・ナマユナスと対戦し、判定負け。
2017年12月2日、UFC 218で女子ストロー級ランキング6位のミシェル・ウォーターソンと対戦し、判定勝ち。
2018年2月24日、UFC on FOX 28で女子ストロー級ランキング2位のジェシカ・アンドラージと対戦し、判定負け。
2018年7月28日、UFC on FOX 30で女子ストロー級ランキング1位のヨアナ・イェンジェイチックと対戦し、判定負け。
2019年3月2日、UFC 235で女子ストロー級ランキング15位のジャン・ウェイリーと対戦し、判定負け。
2021年8月7日、UFC 265で女子ストロー級ランキング12位のアンジェラ・ヒルと対戦し、3-0の判定勝ち。
2022年4月9日、UFC 273で女子ストロー級ランキング5位のマッケンジー・ダーンと対戦し、1-2の判定負け。

## 人物・エピソード
- レズビアンであることを公表しており、UFC世界女子バンタム級王者ラケル・ペニントンと結婚している。2023年6月にはティーシャが娘を出産した。

## 戦績
| 総合格闘技 戦績 | 総合格闘技 戦績 | 総合格闘技 戦績 | 総合格闘技 戦績 | 総合格闘技 戦績 | 総合格闘技 戦績 | 総合格闘技 戦績 |
| --------------- | --------------- | --------------- | --------------- | --------------- | --------------- | --------------- |
| 21 試合         | (T)KO           | 一本            | 判定            | その他          | 引き分け        | 無効試合        |
| 14 勝           | 1               | 1               | 12              | 0               | 0               | 0               |
| 7 敗            | 0               | 0               | 7               | 0               | 0               | 0               |

| 勝敗 | 対戦相手                             | 試合結果                         | 大会名                                      | 開催年月日     |
| ○    | カーラ・エスパルザ                   | 5分3R終了 判定3-0                | UFC 307: Pereira vs. Rountree               | 2024年10月5日  |
| ×    | タバサ・リッチ                       | 5分3R終了 判定1-2                | UFC on ESPN 56: Lewis vs. Nascimento        | 2024年5月11日  |
| ×    | マッケンジー・ダーン                 | 5分3R終了 判定1-2                | UFC 273: Volkanovski vs. The Korean Zombie  | 2022年4月9日   |
| ○    | アンジェラ・ヒル                     | 5分3R終了 判定3-0                | UFC 265: Lewis vs. Gane                     | 2021年8月7日   |
| ○    | サム・ヒューズ                       | 1R終了時 TKO（ドクターストップ） | UFC 256: Figueiredo vs. Moreno              | 2020年12月12日 |
| ○    | ブリアナ・バン・ブレン               | 5分3R終了 判定3-0                | UFC on ESPN 11: Blaydes vs. Volkov          | 2020年6月20日  |
| ×    | マリナ・ロドリゲス                   | 5分3R終了 判定0-3                | UFC Fight Night: Shevchenko vs. Carmouche 2 | 2019年8月10日  |
| ×    | ジャン・ウェイリー                   | 5分3R終了 判定0-3                | UFC 235: Jones vs. Smith                    | 2019年3月2日   |
| ×    | ヨアナ・イェンジェイチック           | 5分3R終了 判定0-3                | UFC on FOX 30: Alvarez vs. Poirier 2        | 2018年7月28日  |
| ×    | ジェシカ・アンドラージ               | 5分3R終了 判定0-3                | UFC on FOX 28: Emmett vs. Stephens          | 2018年2月24日  |
| ○    | ミシェル・ウォーターソン             | 5分3R終了 判定3-0                | UFC 218: Holloway vs. Aldo 2                | 2017年12月2日  |
| ○    | ジュリアナ・リマ                     | 2R 0:53 リアネイキドチョーク     | The Ultimate Fighter 25 Finale              | 2017年7月7日   |
| ○    | ベック・ローリングス                 | 5分3R終了 判定3-0                | UFC Fight Night: Bermudez vs. Korean Zombie | 2017年2月4日   |
| ×    | ローズ・ナマユナス                   | 5分3R終了 判定0-3                | UFC on FOX 19: Teixeira vs. Evans           | 2016年4月16日  |
| ○    | ジョスリン・ジョーンズ＝ライバーガー | 5分3R終了 判定3-0                | UFC 194: Aldo vs. McGregor                  | 2015年12月12日 |
| ○    | アンジェラ・ヒル                     | 5分3R終了 判定3-0                | UFC 188: Velasquez vs. Werdum               | 2015年6月13日  |
| ○    | アンジェラ・マガーニャ               | 5分3R終了 判定3-0                | The Ultimate Fighter 20 Finale              | 2014年12月12日 |
| ○    | フェリス・ヘリッグ                   | 5分3R終了 判定3-0                | Invicta FC 7: Honchak vs. Smith             | 2013年12月7日  |
| ○    | ローズ・ナマユナス                   | 5分3R終了 判定3-0                | Invicta FC 6: Coenen vs. Cyborg             | 2013年7月13日  |
| ○    | ペイジ・ヴァンザント                 | 5分3R終了 判定3-0                | Invicta FC 4: Esparza vs. Hyatt             | 2013年1月5日   |
| ○    | カイヤナ・レイン                     | 5分3R終了 判定3-0                | Invicta FC 3: Penne vs. Sugiyama            | 2012年10月6日  |

## 表彰
- ブラジリアン柔術 青帯
- 空手 黒帯
- テコンドー 黒帯
- UFC パフォーマンス・オブ・ザ・ナイト（1回）